# Премія Роберта Макартура
Пре́мія Ро́берта Мака́ртура (англ. Robert H. MacArthur Award) — це нагорода, яку Екологічне товариство Америки (ESA) присуджує щодвароки у парні роки екологам за їхній ключовий внесок у свою сферу діяльності. Промови багатьох одержувачів, що виголошуються на щорічних зборах товариства згодом публікуються в журналі ESA «Ecology».
Нагорода, заснована у 1983 році. Її названо на честь Роберта Гельмера Макартура, американського еколога, який зробив значний внесок у розвиток багатьох галузей синекології та популяційної екології.
Лауреати премії отримують грошову винагороду 1000 доларів США, 700 доларів на проїзд та сувенір.
Премію Роберта Макартура присуджують відомим екологам в середині кар'єри за заслуги в екології, в очікуванні продовження видатних досліджень і у яких, як правило минуло не більше 25 років від моменту здобуття звання доктора філософії".

## Лауреати нагороди
- 1983: Роберт Пейн[en]  США[2]
- 1984: Роберт Мей  Велика Британія[3]
- 1986: Томас Шонер[en]  США[4]
- 1988: Саймон Левін[en]  США[5]
- 1990: Вільям Мердок[en]  США[6]
- 1992: Пітер Вітоусек[en]  США[7]
- 1994: Генрі Майлз Вілбур (англ. Henry Miles Wilbur)  США[8]
- 1996: Девід Тілман[en]  США[9]
- 1998: Роберт О'Нілл (англ. Robert V. O'Neill)  США[10]
- 2000: Стівен Карпентер[en]  США[11]
- 2002: Джеймс Браун[en]  США[12]
- 2004: Мей Беренбаум  США
- 2006: Алан Гастінгс[en]  США
- 2008: Моніка Тернер  США
- 2010: Стівен Пакала[en]  США
- 2012: Ентоні Рагнар Айвз (англ. Anthony Ragnar Ives)  США
- 2014: Мерседес Паскуаль[en]  США
- 2016: Анураг Агравал[en]  США
- 2018: Кетрін Судінг[en]
- 2020: Джонатан Левін (англ. Jonathan M. Levine)  США
- 2022: Пріянга Амарасекаре[en]  США